# Acciaiolo Acciaiuoli

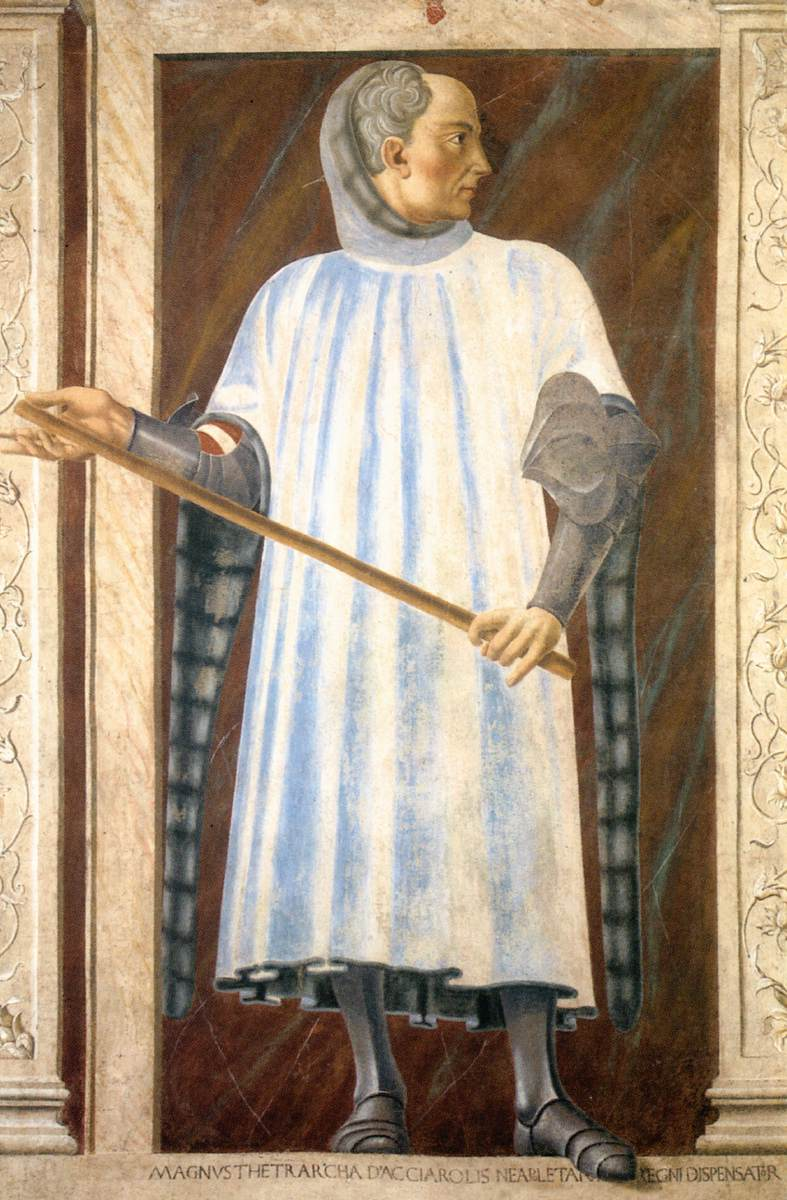
Il figlio Niccolo Acciaiolo, dipinto da Andrea del Castagno, Galleria degli Uffizi

Stemma degli Acciaiuoli

Acciaiolo Acciaiuoli (... – Firenze, 1349) è stato un banchiere e politico italiano, della famiglia degli Acciaiuoli, figlio naturale di Niccolò Acciaiuoli il vecchio e padre di Niccolò Acciaioli.

## Biografia
Figlio illegittimo di Niccolò Acciaiuoli "il Vecchio", fu il padre di Niccolò Acciaioli, che fu il fondatore della Certosa di Firenze.
Numerosi furono gli incarichi politici ricoperti nell'arco della sua vita:
- Priore della Libertà nel 1322 e 1333[1]
- Gonfaloniere di Compagnia nel 1332[1] e 1337
- Oratore di Firenze a San Gimignano nel 1332[1]
- Oratore di Firenze a Pistoia nel 1333[1]
- Deputato per la costruzione dei ponti distrutti dall'alluvione del 1334[1]
- Vicario perpetuo del Re di Napoli a Prato (che allora apparteneva agli Angiò) dal 1335[1] al 1349
- Commissario di Camera per il Comune nel 1336[1]
- Membro della Magistratura dei Quattordici Buonuomini nel 1336 e nel 1339[1]
- Membro della Magistratura dei Sei di Guerra nel 1336
- Capitano della fortezza di Pistoia nel 1339.[1]

Fondò succursali del banco di famiglia a Napoli (che si rivelò una sede particolarmente importante per la fortuna familiare), a Barletta, in Grecia, nel Levante e Berberia, e prestò ingenti somme di denaro a Roberto d'Angiò re di Napoli, il quale lo nominò nel 1333 ciambellano e consigliere. 
Morì a Firenze nel 1349.

## Discendenza
Si sposò con Guglielmina de' Pazzi ed ebbero tre figli:
- Niccolò, importante uomo politico e fondò la Certosa di Firenze[1]
- Andreina, letterata[1]
- Lapa.[1]